# Luz pulsada intensa
La luz pulsada intensa (IPL, del inglés intense pulsed light) es una clase de lámpara especial, la cual no tiene la capacidad del láser de ser coherente y desplazarse en la misma dirección y amplitud. La luz pulsada intensa genera una fuente de luz policromática de alta intensidad, con un espectro de luz entre 515 nm y 1.200 nm, se utiliza aplicando diversos filtros que ayudan a utilizar una cierta forma de onda específica.
En la década de los noventa en Estados Unidos se comenzó a investigar el efecto de las lámparas flash en el tratamiento de las lesiones vasculares, cuando se descubrió el efecto que el IPL tiene sobre los fibroblastos de la piel que los estimula para que produzcan más colágeno, lo que produce una mejora importante en el aspecto de la piel.
Por este motivo el IPL es usado en tratamientos dermatológicos de eliminación de manchas solares, venitas de la piel.[cita requerida]

## Fotodepilación
Junto con distintas fuentes de láseres, como los diodos láser (DL), la IPL es una de las fuentes usadas en la depilación del vello.
Se han logrado también algunas innovaciones como la adición de la radiofrecuencia que mejora el efecto en la depilación, y también en algunos equipos la succión de la piel a la par que se da un disparo de luz pulsada, obteniendo también mejores resultados que sólo la Luz Pulsada Intensa sola.[cita requerida]
La aplicación de esta tecnología ha supuesto un gran avance en el desarrollo de dispositivos de depilación IPL aptos para usar en casa.